# Ursula Carls
Ursula Carls (geboren 21. Juni 1923 in Monschau; gestorben 18. Mai 2019 in Lilienthal) war eine deutsche Mäzenin.

## Werdegang
Carls war Ehefrau des Unternehmers Otto Wilhelm Carls, dem Gründer des Korrekturmittelherstellers Tipp-Ex. Gemeinsam bauten sie den weltweiten Vertrieb ihrer Produkte auf. Nach dem Tode ihres Mannes im Jahr 1995 und dem Verkauf ihrer Anteile an der Firmengruppe an die BIC Group gründete sie 1997 die gemeinnützige Carls Stiftung mit Sitz in Königstein im Taunus, deren Vorsitz sie einnahm. Gefördert werden Projekte aus den Bereichen Bildung, Erziehung, Medizin, Wissenschaft und Gesellschaft. So schuf die Stiftung die Voraussetzungen für eine Kindertagesstation im Clementine Kinderhospital, eine Frühgeborenenstation im Bürgerhospital sowie onkologische Fürsorge- und Forschungsprojekte am Frankfurter Universitätsklinikum und dem Nordweststadtkrankenhaus. Das Leuchtturmprojekt der Carls Stiftung – eine Idee der Stifterin – namens Bärenstark, bietet Kindern, die ein behindertes Geschwisterkind haben, eine zweiwöchige Auszeit, um selbst einmal im Mittelpunkt des Geschehens zu sein. Seit 2019 werden auch einwöchige Freizeiten für aus den Kinderzeiten herausgewachsenen Jugendliche angeboten.

## Ehrungen
- 2009: Georg-August-Zinn-Medaille[2]
- 2010: Ehrenplakette der Stadt Königstein im Taunus.[3]
- 2011: Verdienstkreuz 1. Klasse der Bundesrepublik Deutschland[4]